# Аван (Армения)
Аван (арм. Ավան) — село в центре Арагацотнской области Армении.

## География
Село расположено в 6 км к северу от села Кош и в 24 км к северо-западу от центра марза (области) — Аштарака. К северу от села находится плато горы Арагац. К западу от села расположено село Лернарот, но чтобы к нему попасть, нужно проехать через село Кош, которое расположено в 6 км южнее от села и является единственным выходом в остальной мир, так как к северу от села больше населённых пунктов нет, далее идут горы Тиринкатар, а за ней Арагац.
Село примечательно тем, что основное население села составляют езиды. Езиды являются самым крупным этническим меньшинством в Армении.

## Население
| Год  | Численность | Численность |
| ---- | ----------- | ----------- |
| 1831 | 104         | [ 3 ]       |
| 1873 | 321         | [ 3 ]       |
| 1916 | 556         | [ 3 ]       |
| 1939 | 672         | [ 3 ]       |
| 1959 | 675         | [ 3 ]       |
| 1970 | 626         | [ 3 ]       |
| 1979 | 640         | [ 3 ]       |
| 1989 | 741         | [ 4 ]       |
| 2001 | 915         | [ 3 ]       |
| 2004 | 866         | [ 3 ]       |
| 2011 | 715         | [ 5 ]       |